# Estación de Arbon Seemoosriet
La estación de Arbon Seemoosriet es una estación ferroviaria de la comuna suiza de Arbon, en el Cantón de Turgovia.

## Historia y ubicación
La estación de Arbon Seemoosriet fue inaugurada en 2007 por los SBB-CFF-FFS dentro de la implantación de la red de trenes de cercanías S-Bahn San Galo, para dar una mayor cobertura ferroviaria a la comuna de Arbon, que ya contaba con una estación en el sur de la ciudad.
La estación se encuentra ubicada en el norte del núcleo urbano de Arbon. Cuenta con un andén lateral al que accede una vía pasante.
En términos ferroviarios, la estación se sitúa en la línea Schaffhausen-Rorschach. Sus dependencias ferroviarias colaterales son la estación de Egnach hacia Schaffhausen y la estación de Arbon en dirección Rorschach.

## Servicios ferroviarios
Los servicios ferroviarios de esta estación están prestados por SBB-CFF-FFS:

### S-Bahn San Galo
En la estación efectúan parada los trenes de cercanías de dos líneas de la red S-Bahn San Galo:
- S 7 Rorschach - Romanshorn - Sulgen - Weinfelden
- S 8 Schaffhausen - Stein am Rhein – Kreuzlingen – Romanshorn - Rorschach